# Phonokol Records
Phonokol Records – izraelska wytwórnia muzyczna. Została założona w roku 1982 i do dzisiaj jest jedną z najpopularniejszych wytwórni w Izraelu. Wydaje najczęściej płyty z gatunków psytrance, Goa trance i innych gatunków muzyki elektronicznej.